# Insu daebi
Insu daebi (hangeul: 인수대비, lett. La regina Insu; titolo internazionale Insu, The Queen Mother, anche noto come Queen Insu) è una serie televisiva sudcoreana trasmessa su jTBC dal 3 dicembre 2011 al 24 giugno 2012, facente parte dei programmi di lancio della rete.

## Trama
Dal quinto re di Joseon, Munjong, al decimo, Yeonsan, la serie narra la vita della regina Insu, che sposò il grande principe Suyang (poi re Sejo) per diventare principessa. Dall'infanzia all'età adulta, vengono mostrate le relazioni strette da Insu con altre due donne, la regina deposta Yoon e la regina Jeonghui, e la loro lotta per il potere.

## Personaggi
- Han Jung/regina Insu, interpretata da Chae Shi-ra e Eunjung (da giovane).
- Regina Jeonghui, interpretata da Kim Mi-sook.
- Grande principe Suyang, interpretato da Kim Young-ho.
- Principe Dowon, interpretato da Baek Sung-hyun.
- Songyi/regina deposta Yoon, interpretata da Jeon Hye-bin e Jin Ji-hee (da giovane).
- Moglie del principe Gyeyang, interpretata da Kim Ga-yeon.
- Kim Jongseo, interpretato da Han In-soo.
- Grande principe Anpyeong, interpretato da Lee Kwang-ki.
- Hwang Bo-in, interpretato da Shim Yang-hong.
- Yang Hyebin, interpretata da Choi Ji-na.
- Han Hwak, interpretato da Jang Yong.
- Kwon Ram, interpretato da Kim Yong-hee.
- Madre di Songyi, interpretata da Kwon Ki-seon.
- Dama di corte Kim, interpretata da Lee Deok-hee.
- Dama di corte Park, interpretata da Seo Yi-sook.
- Yoon-goo, interpretato da Baek Seung-hwan.
- Yoon-woo, interpretato da Joo Min-soo.
- Re Danjong, interpretato da Chae Sang-woo.
- Han Myung-hoi, interpretato da Son Byung-ho.
- Cho-sun, interpretata da Yoo Ho-rin.
- Moglie di re Danjong, interpretata da Jo Jung-eun.
- Principe Jasan (poi re Seongjong), interpretato da Choi Won-hong.
- Principe Yeonsan, interpretato da Jin Tae-hyun.
- Jang Neok-su, interpretata da Jeon So-min.
- Regina Shin, interpretata da Hong So-hee.
- Heo Chim, interpretato da Kwon Min.
- Kwon Suk-ui, interpretata da Kang Cho-hee.
- Principe Hannam, interpretato da Yoo Gyeom.
- Re Munjong, interpretato da Sunwoo Jae-duk.
- Re Sejong, interpretato da Jeon Moo-song.
- Principe Haeyang, interpretato da Noh Young-hak.

## Ascolti
| Episodio | Data di trasmissione | Dati AGB (a livello nazionale) |
| -------- | -------------------- | ------------------------------ |
| 1        | 3 dicembre 2011      | 1,183%                         |
| 2        | 4 dicembre 2011      | 1,082%                         |
| 3        | 10 dicembre 2011     | 1,064%                         |
| 4        | 11 dicembre 2011     | 0,892%                         |
| 5        | 17 dicembre 2011     | 1,011%                         |
| 6        | 18 dicembre 2011     | 1,105%                         |
| 7        | 24 dicembre 2011     | 0,893%                         |
| 8        | 25 dicembre 2011     | 1,037%                         |
| 9        | 31 dicembre 2011     | 1,159%                         |
| 10       | 1 gennaio 2012       | 1,245%                         |
| 11       | 7 gennaio 2012       | 0,832%                         |
| 12       | 8 gennaio 2012       | 0,8%                           |
| 13       | 14 gennaio 2012      | 0,864%                         |
| 14       | 15 gennaio 2012      | 1,129%                         |
| 15       | 21 gennaio 2012      | 1,0%                           |
| 16       | 22 gennaio 2012      | 0,990%                         |
| 17       | 28 gennaio 2012      | 1,104%                         |
| 18       | 29 gennaio 2012      | 1,183%                         |
| 19       | 4 febbraio 2012      | 1,106%                         |
| 20       | 5 febbraio 2012      | 1,1%                           |
| 21       | 11 febbraio 2012     | 1,2%                           |
| 22       | 12 febbraio 2012     | 1,3%                           |
| 23       | 18 febbraio 2012     | 1,4%                           |
| 24       | 19 febbraio 2012     | 1,534%                         |
| 25       | 25 febbraio 2012     | 1,3%                           |
| 26       | 26 febbraio 2012     | 1,1%                           |
| 27       | 3 marzo 2012         | 1,083%                         |
| 28       | 4 marzo 2012         | 1,1%                           |
| 29       | 10 marzo 2012        | 1,667%                         |
| 30       | 11 marzo 2012        | 1,698%                         |
| 31       | 17 marzo 2012        | 1,5%                           |
| 32       | 18 marzo 2012        | 1,4%                           |
| 33       | 24 marzo 2012        | 1,3%                           |
| 34       | 25 marzo 2012        | 1,3%                           |
| 35       | 31 marzo 2012        | 1,4%                           |
| 36       | 1 aprile 2012        | 1,5%                           |
| 37       | 7 aprile 2012        | 1,654%                         |
| 38       | 8 aprile 2012        | 1,6%                           |
| 39       | 14 aprile 2012       | 1,7%                           |
| 40       | 15 aprile 2012       | 1,8%                           |
| 41       | 21 aprile 2012       | 1,9%                           |
| 42       | 22 aprile 2012       | 2,030%                         |
| 43       | 28 aprile 2012       | 2,300%                         |
| 44       | 29 aprile 2012       | 2,416%                         |
| 45       | 5 maggio 2012        | 2,1%                           |
| 46       | 6 maggio 2012        | 1,825%                         |
| 47       | 12 maggio 2012       | 2,224%                         |
| 48       | 13 maggio 2012       | 2,7%                           |
| 49       | 19 maggio 2012       | 2,9%                           |
| 50       | 20 maggio 2012       | 3,11%                          |
| 51       | 26 maggio 2012       | 3,87%                          |
| 52       | 27 maggio 2012       | 3,09%                          |
| 53       | 2 giugno 2012        | 3,32%                          |
| 54       | 3 giugno 2012        | 3,65%                          |
| 55       | 9 giugno 2012        | 2,594%                         |
| 56       | 10 giugno 2012       | 3,061%                         |
| 57       | 16 giugno 2012       | 3,1%                           |
| 58       | 17 giugno 2012       | 3,2%                           |
| 59       | 23 giugno 2012       | 3,3%                           |
| 60       | 24 giugno 2012       | 3,456%                         |

## Colonna sonora
1. Exodus (출) – Lisa
2. Sunset (노을) – Samson K
3. Flowing Backward (역류) – Yang Sun-mi
4. Fate (운명) – Jin Kyung

## Riconoscimenti
| Anno | Premio             | Categoria                    | Ricevente    | Risultato       |
| ---- | ------------------ | ---------------------------- | ------------ | --------------- |
| 2012 | Korea Drama Awards | Premio speciale della giuria |              | Vincitore/trice |
| 2012 | APAN Star Awards   | Meglio vestita               | Jeon Hye-bin | Vincitore/trice |

## Distribuzioni internazionali
| Paese     | Canale/i      | Prima TV                      | Titolo adottato             |
| --------- | ------------- | ----------------------------- | --------------------------- |
| Singapore | VV Drama      | 23 gennaio-16 aprile 2013     | 仁粹大妃 (La regina Insu)   |
| Hong Kong | Drama Channel | 3 giugno-13 settembre 2013    | 仁粹大妃 (La regina Insu)   |
| Giappone  | BS-TBS        | 8 settembre 2014-gennaio 2015 | インス大妃 (La regina Insu) |